# Carrito de servicio

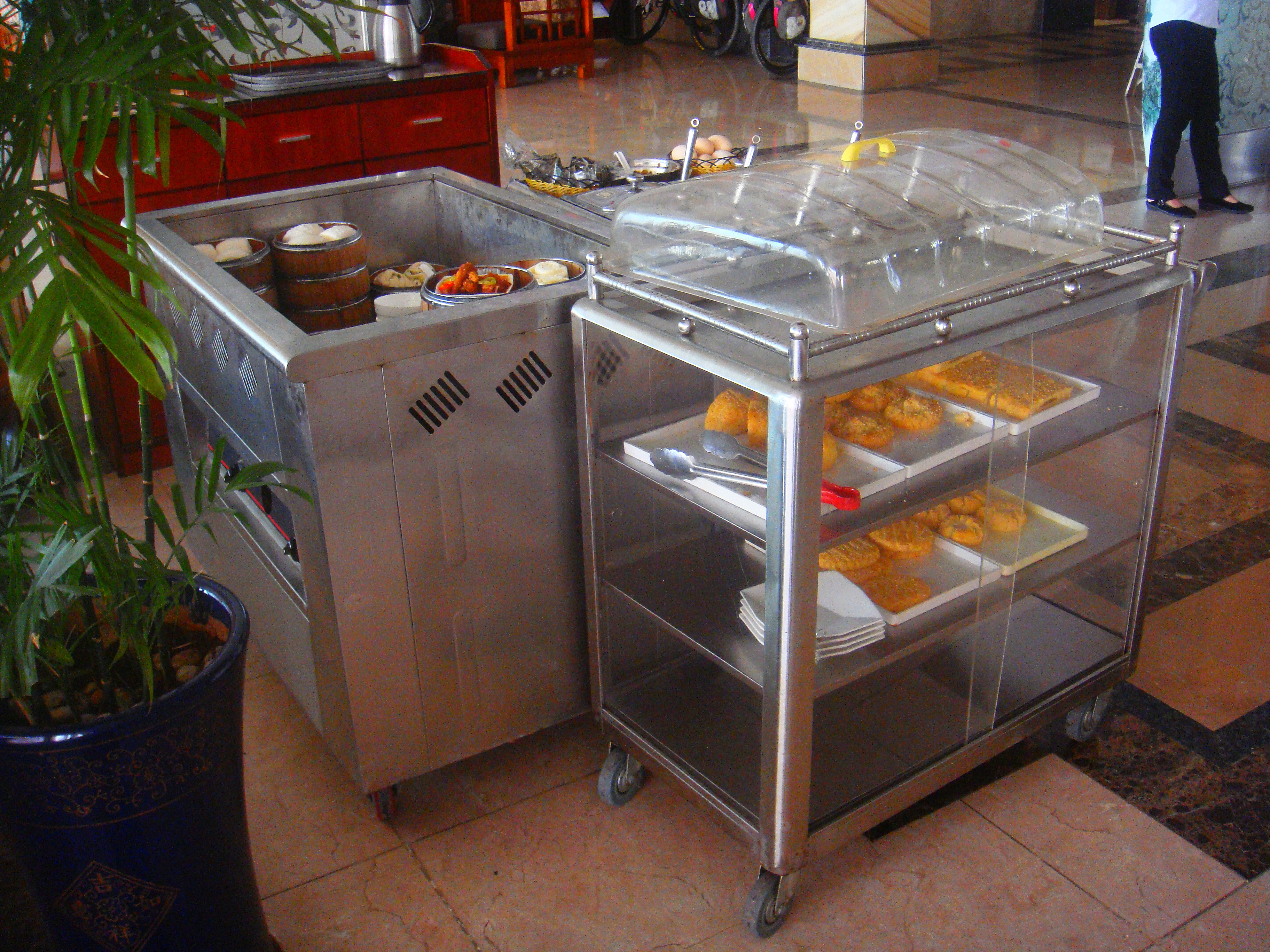
Carrito de servicio con dim sum y pastas de desayuno.

Un carrito de servicio es un tipo de carrito de comida más pequeño.  Normalmente es utilizado por los restaurantes para entregar o mostrar alimentos.
Los carritos de servicio también se utilizan en los hogares.

## Tipos
- Carrito de postres: se usa principalmente en restaurantes donde se lleva de mesa en mesa, lo que permite a los clientes seleccionar un postre.
- Carrito de dim sum: utilizado en restaurantes chinos, este tipo de carrito contiene una mesa de vapor para mantener calientes los recipientes de bambú. Puede moverse de mesa en mesa o estar fijo.
- Carrito de cócteles o carrito de vinos.
- Carrito de servicio de aerolínea: este carro estandarizado contiene numerosos estantes para las comidas de los pasajeros. La superficie superior suele ser utilizada para bebidas.

## Galería

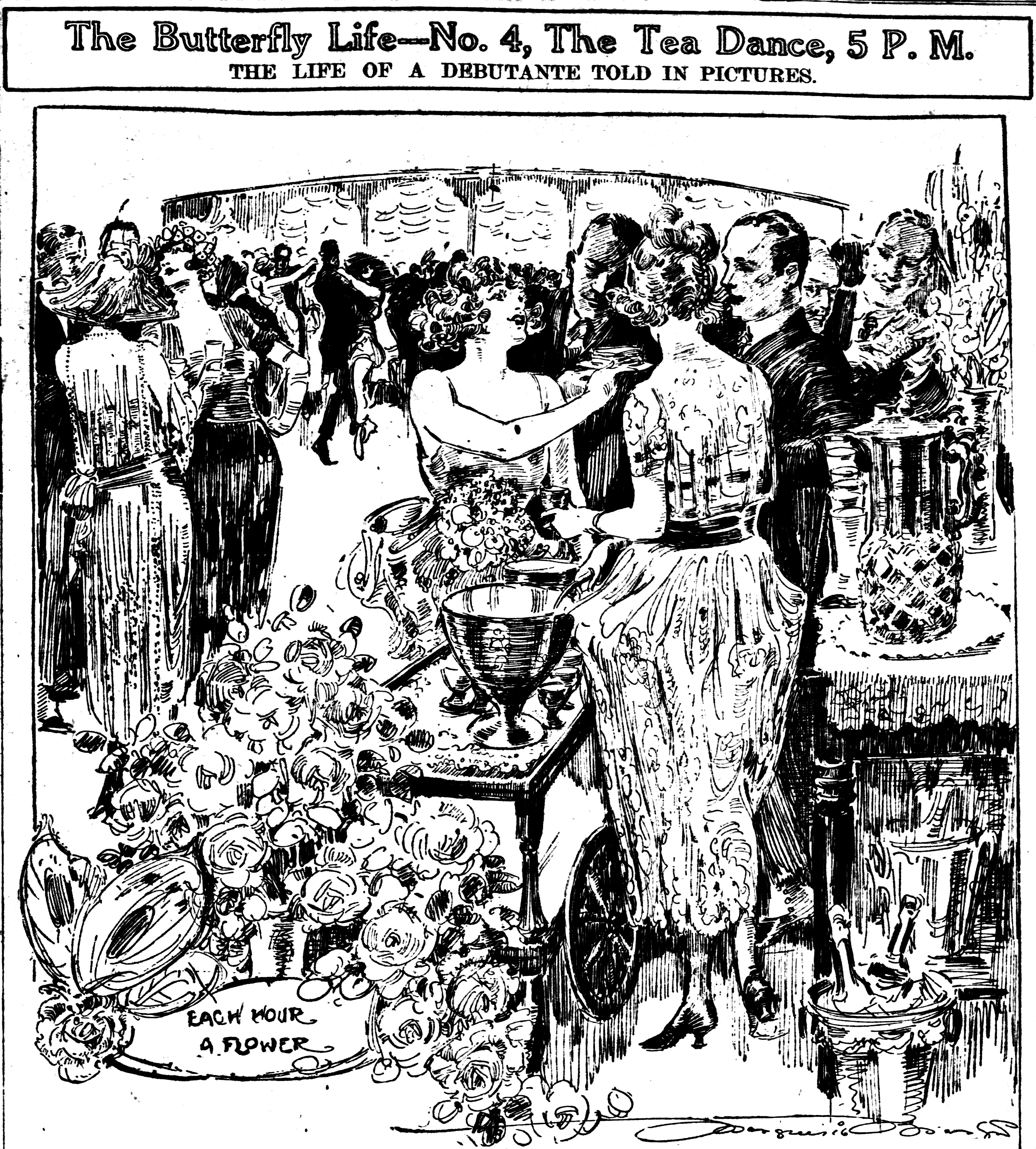
Servicio de coctelería en dibujo por Marguerite Martyn , 1920
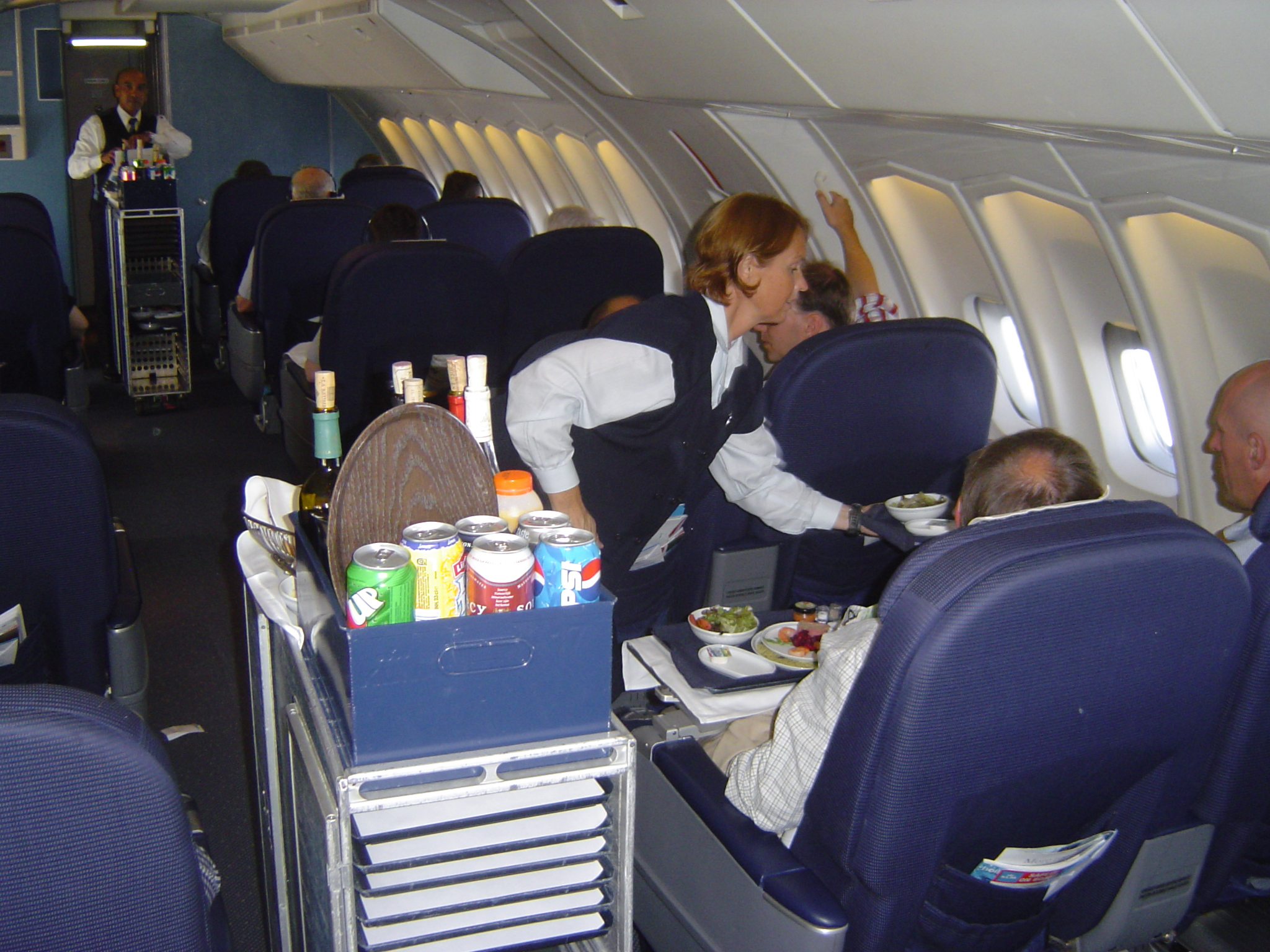
Carrito de servicio de línea aérea , alrededor de 2004.
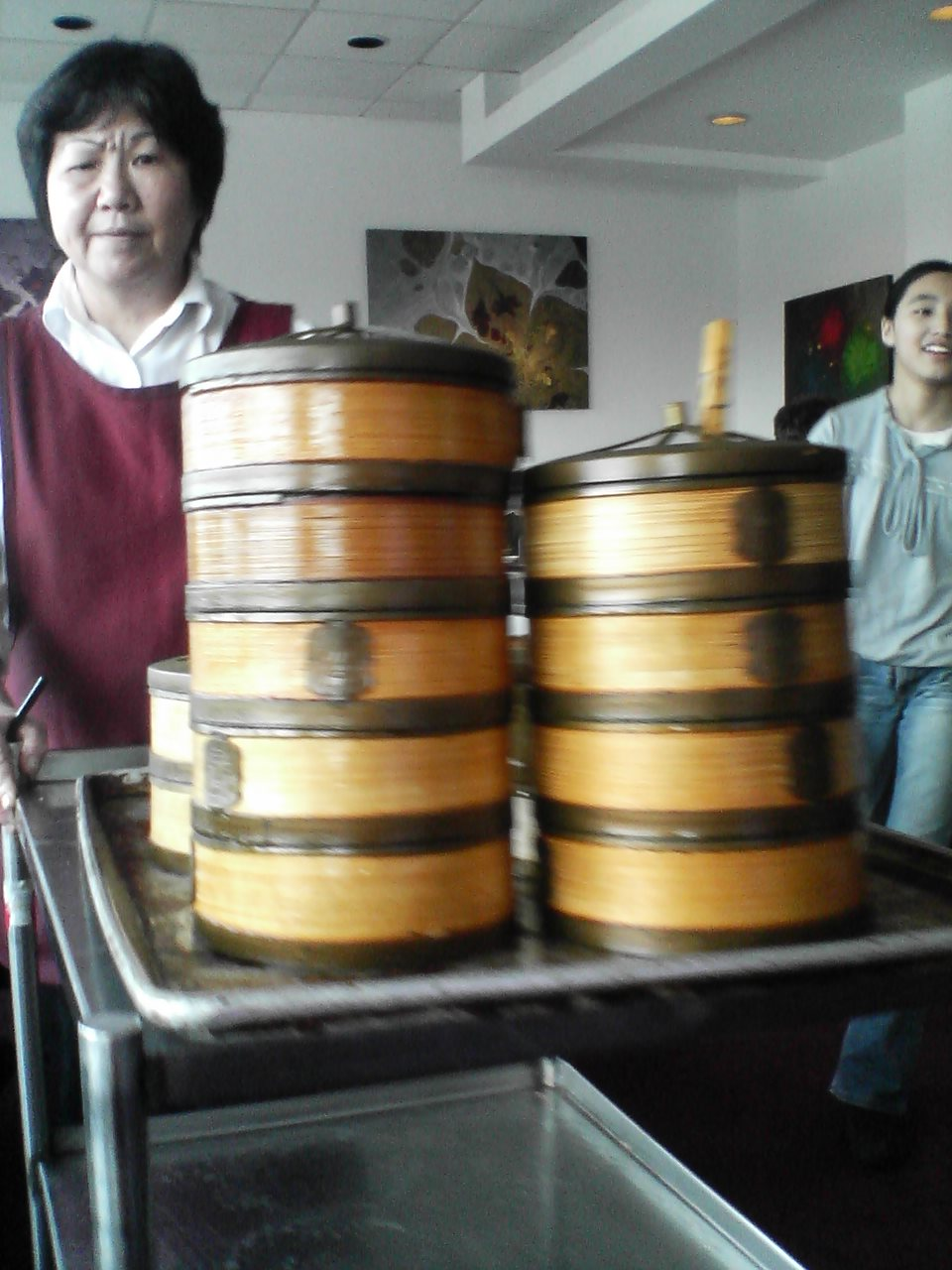
Carrito de Dim sums en Chicago, 2006
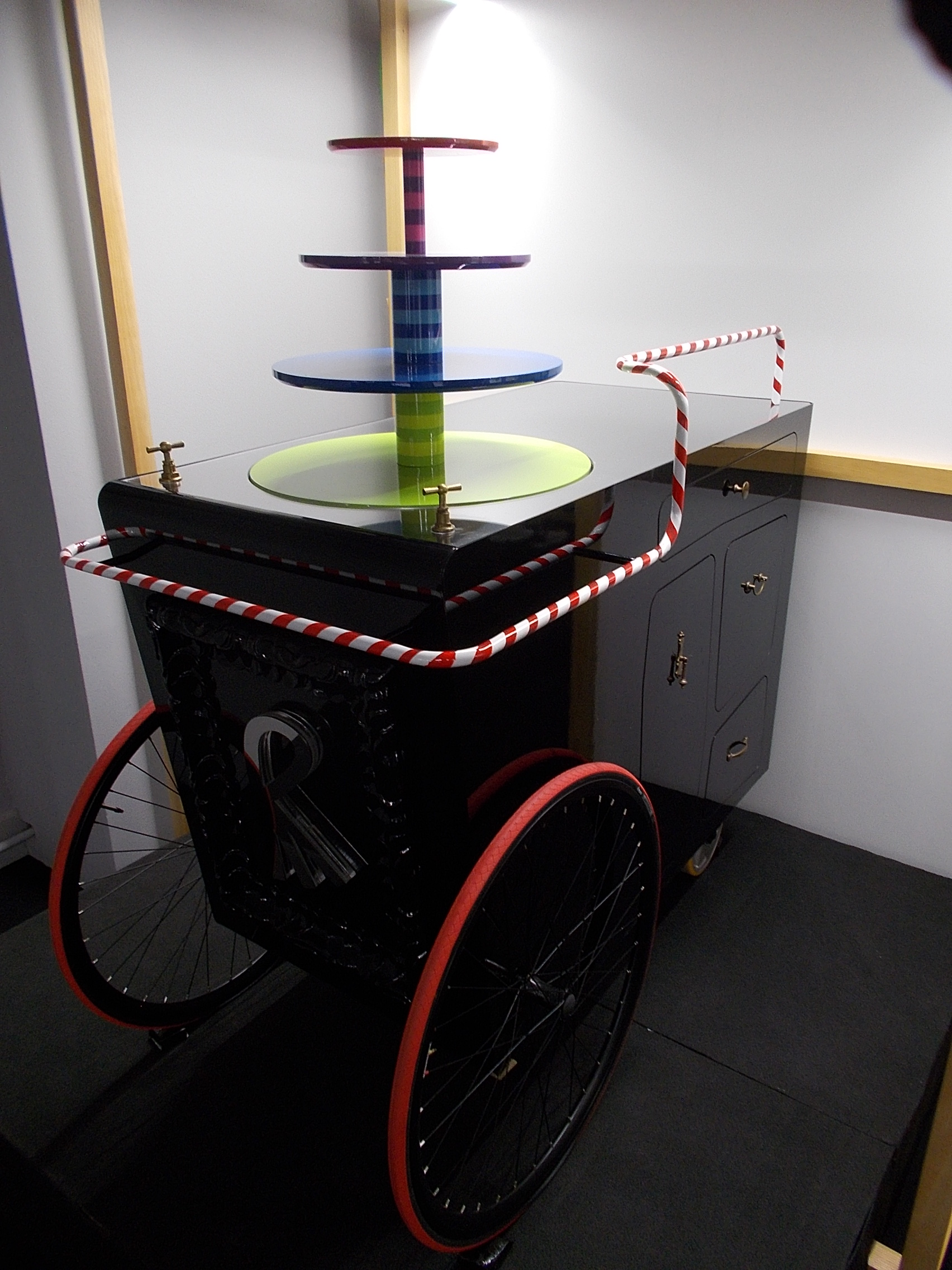
Un carrito de postres con ruedas en un museo de Budapest, 2014

## Para más información
- Frid, T.; Frid, E.; Frid, P.A. (2005). Tage Frid Teaches Woodworking. Taunton Press. p. 109. ISBN 978-1-56158-834-3. Consultado el 12 de diciembre de 2017.
- Press, E.C.S.; Group, N.A.M. (2014). Black & Decker The Complete Guide to Outdoor Carpentry, Updated 2nd Edition: Complete Plans for Beautiful Backyard Building Projects. Cool Springs Press. p. 86. ISBN 978-1-62788-370-2. Consultado el 12 de diciembre de 2017.
- Stone, H.; Sidel, J.L.; Taylor, S. (2012). Sensory Evaluation Practices: Food and Science Technology Series. Elsevier Science. p. 260. ISBN 978-0-323-13976-2. Consultado el 12 de diciembre de 2017.